# Adhemarius gannascus
Espèce
 Adhemarius gannascus est une espèce de lépidoptères (papillons) de la famille des Sphingidae, de la sous-famille des Smerinthinae, de la tribu des Ambulycini.

## Description
L'envergure varie de 92 à 12 mm pour les mâles et de 98 à 124 mm pour les femelles.

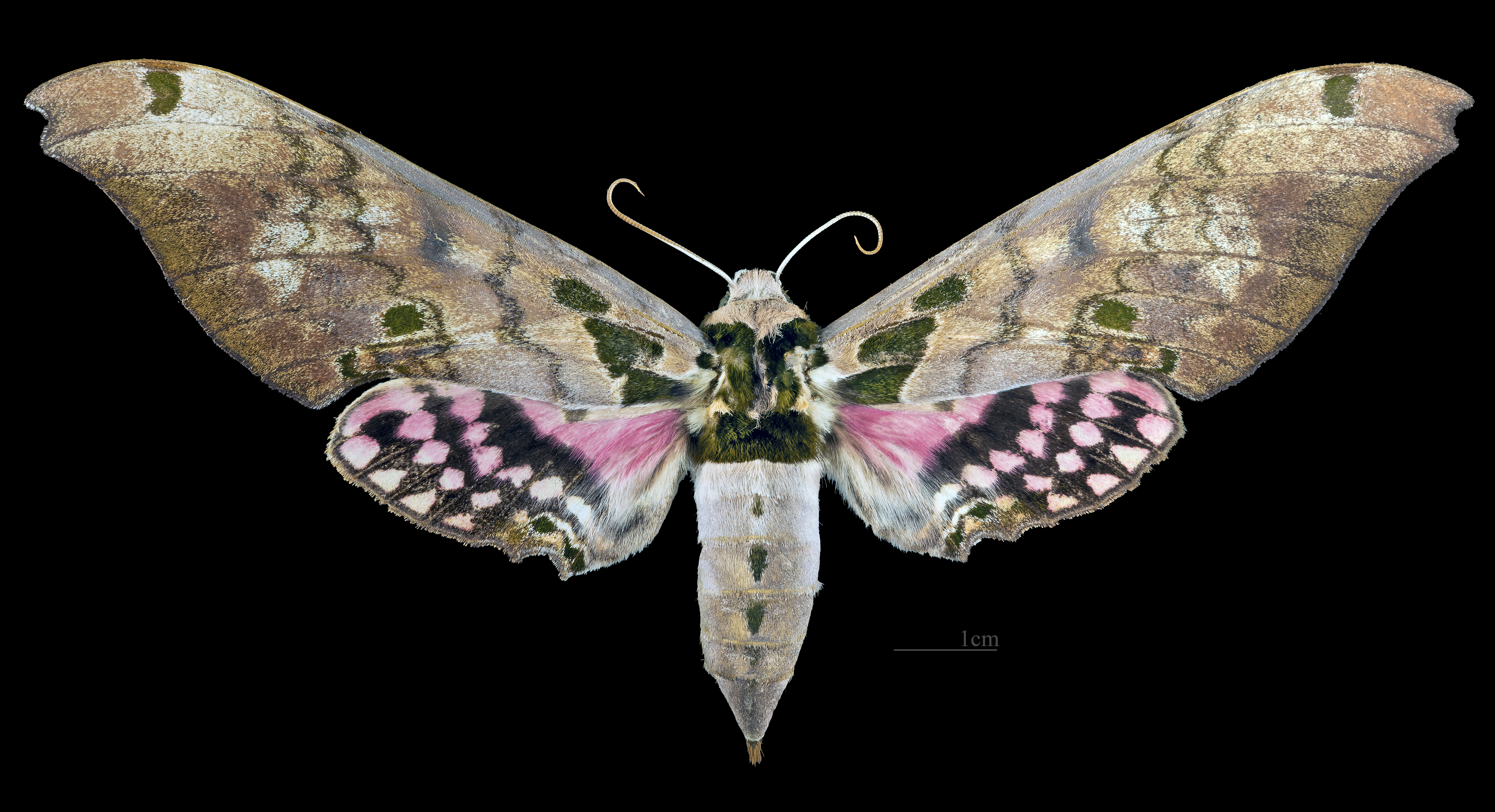
Avers de la femelle (coll.MHNT)
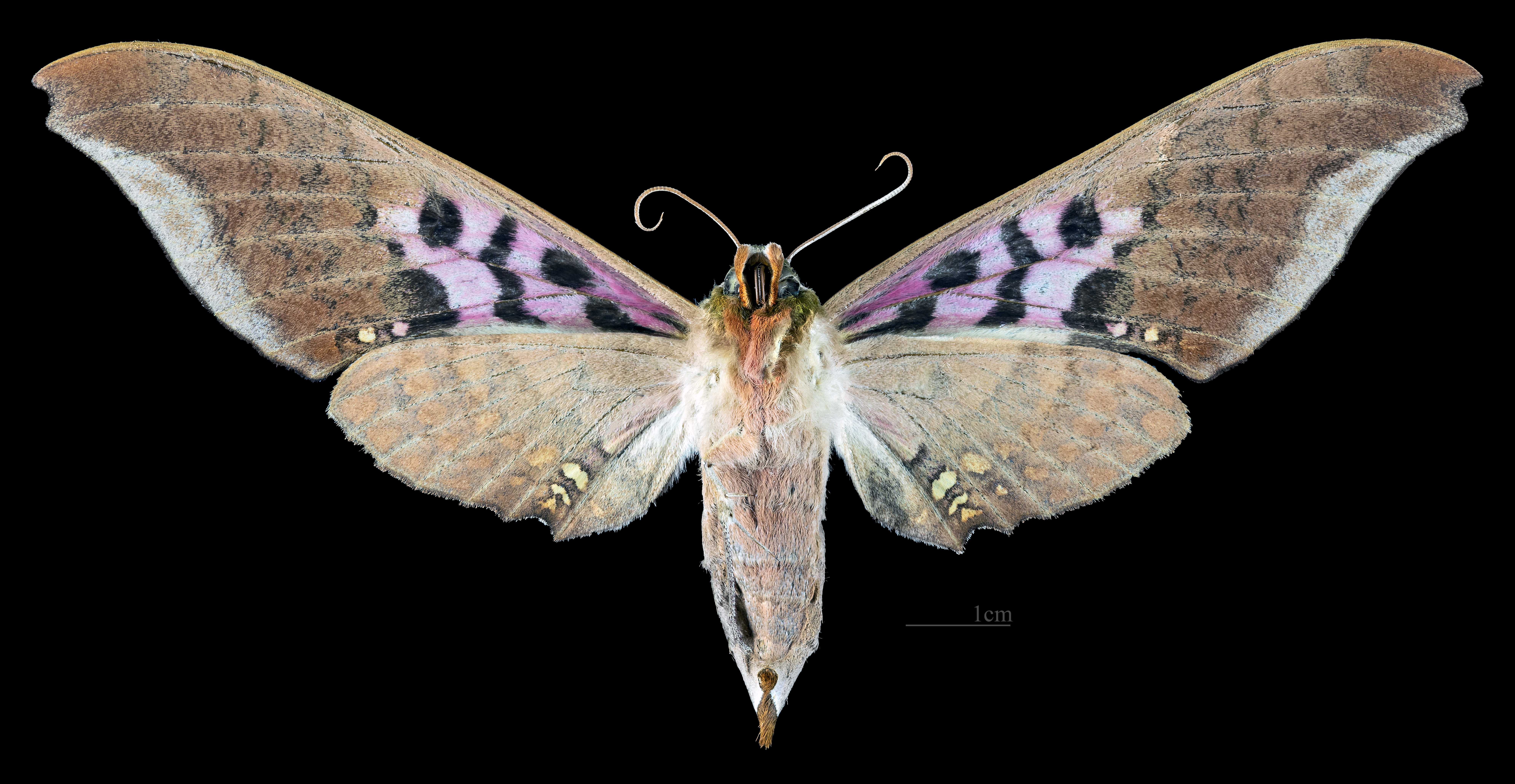
Revers de la femelle (coll.MHNT)
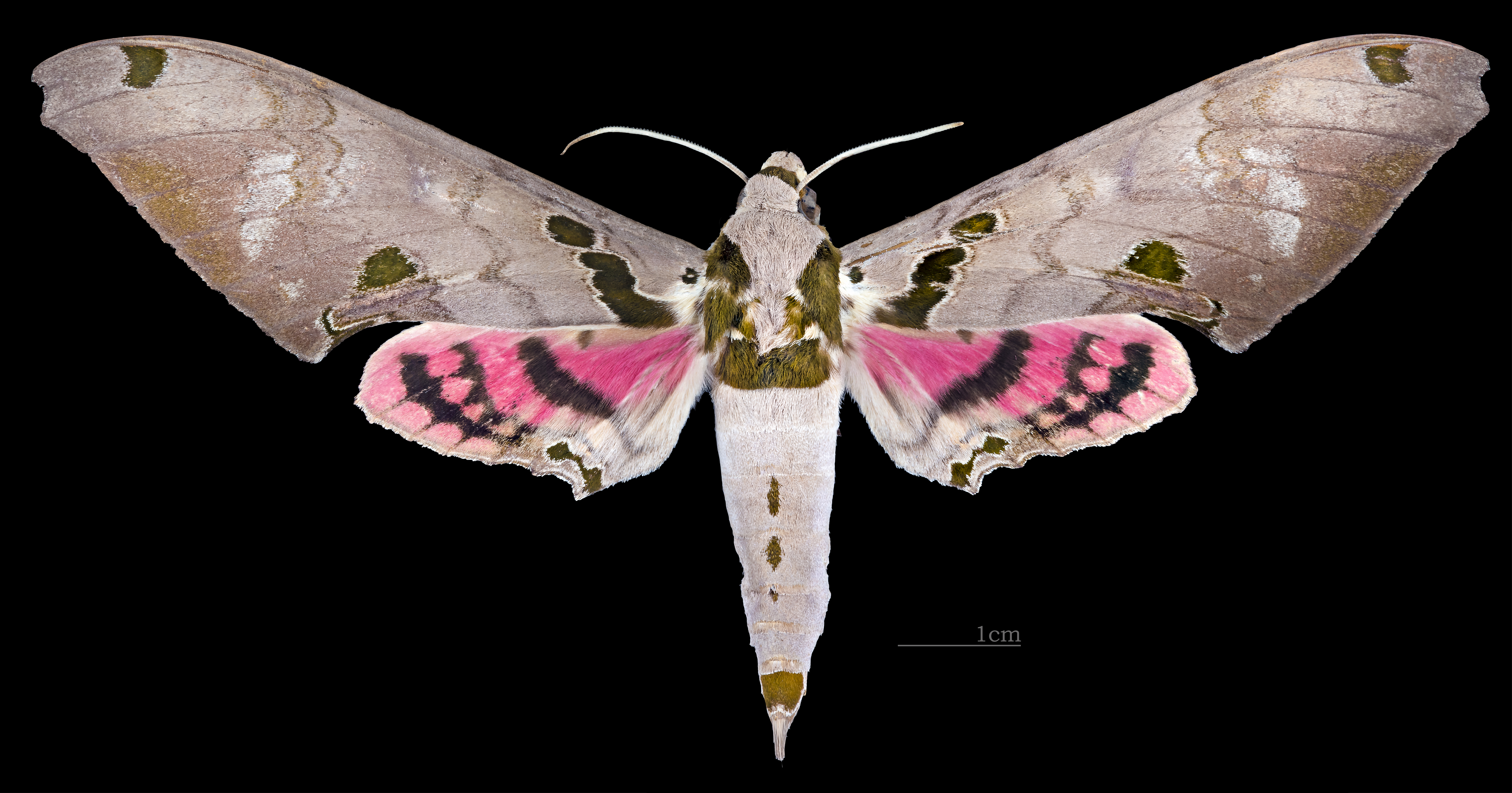
Avers du mâle (coll.MHNT)
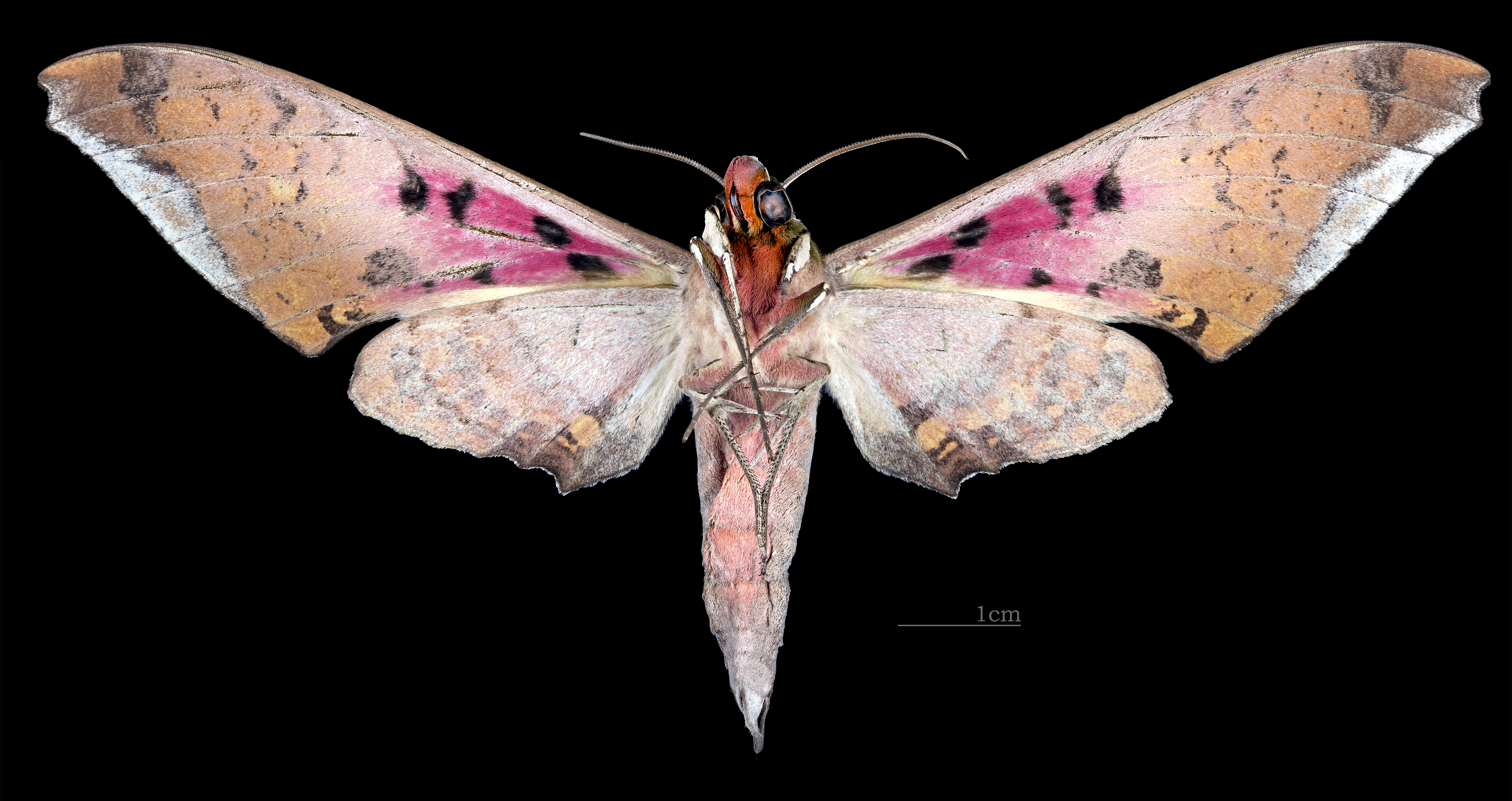
Revers du mâle (coll.MHNT)

## Distribution
L'espèce est connue au Mexique, au Belize, au Guatemala, El Salvador, Honduras, Nicaragua, Costa Rica, au Panama, en Colombie, en Equateur, au Pérou, Venezuela, en Guyana, au Suriname, en Guyane française, en Bolivie, au Brésil, dans le nord de l'Argentine, le sud du Paraguay et de l'Uruguay.

## Systématique
L'espèce Adhemarius gannascus a été décrite par l'entomologiste Caspar Stoll, en 1790, sous le nom initial de Sphinx gannascus.

### Synonymie
- Sphinx gannascus (Stoll, 1790) Protonyme
- Ambulyx janus Boisduval, 1870
- Ambulyx rostralis Boisduval, 1870
- Amplypterus germanus Zikán, 1934
- Amplypterus gannascus connexa (Closs, 1915)
- Amplypterus gannascus grisescens (Closs, 1915)
- Amplypterus gannascus magicus (Gehlen, 1928)
- Amplypterus gannascus rubra (Closs, 1911)

### Taxonomie
Liste des sous-espèces
- Adhemarius gannascus cubanus (Rothschild & Jordan, 1908)
- Adhemarius gannascus jamaicensis (Rothschild & Jordan, 1915) [3]

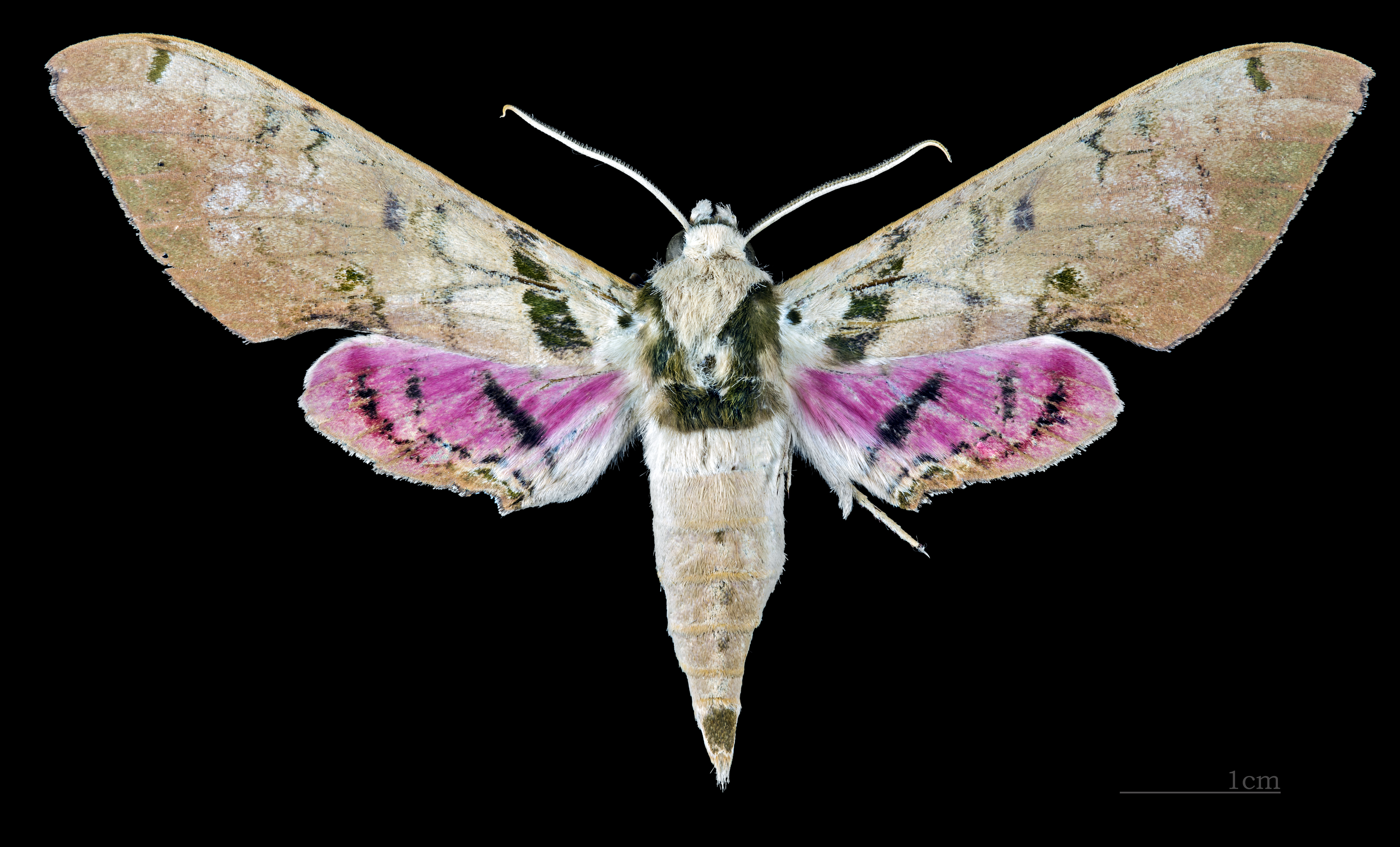
Adhemarius gannascus cubanus face dosale MHNT
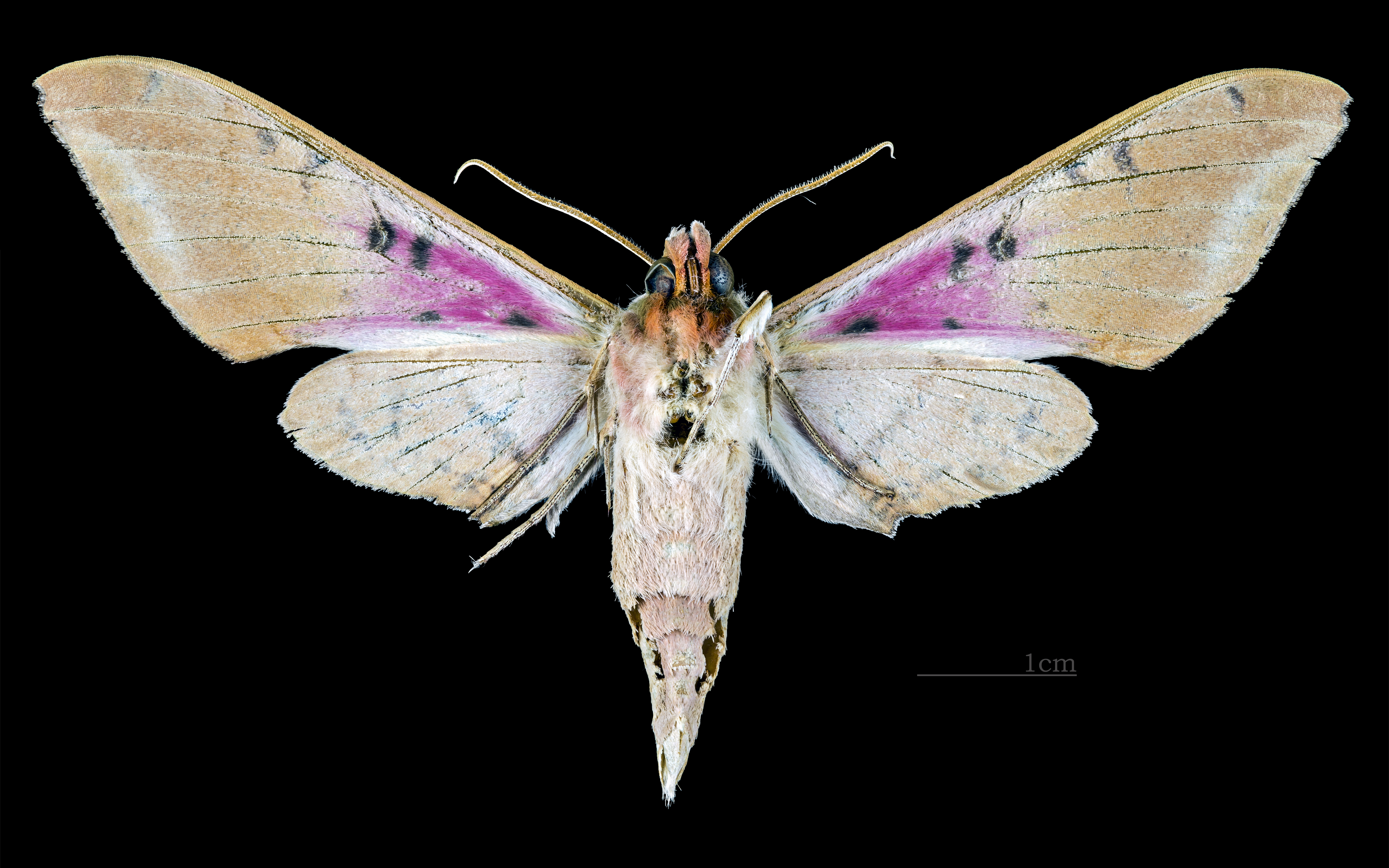
Adhemarius gannascus cubanus revers MHNT